# 科溫鎮區 (愛荷華州艾達縣)
科溫鎮區（英語：Corwin Township）是位於美國愛荷華州艾達縣的一個行政鎮區。

## 地方資料
根據2010年美國人口普查的數據，科溫鎮區的面積為91.92平方千米，當中陸地面積為91.64平方千米，而水域面積為0.28平方千米。當地共有人口2329人，而人口密度為每平方千米25.34人。